# Serpentinita

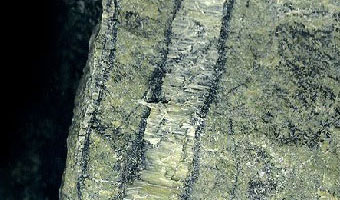
Una mostra de roca serpentinita, parcialment composta de crisòtil

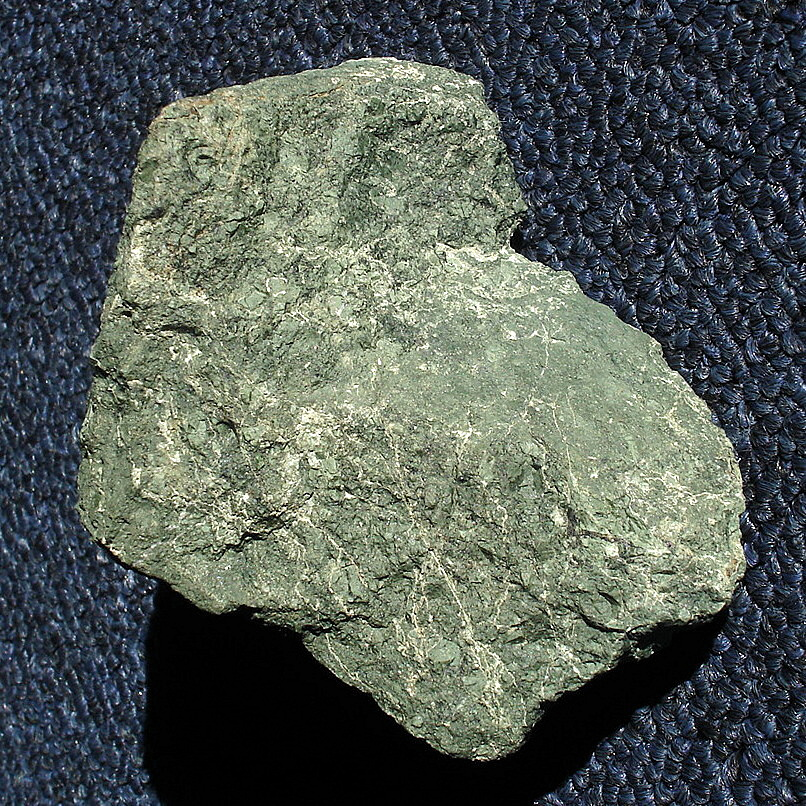
Mostra de serpentinita del Golden Gate National Recreation Area, Califòrnia, USA

La serpentinita és una roca composta d'un o més grups de minerals del grup serpentina. Els minerals en aquest grup es formen per serpentinització, una hidratació i transformació de roques metamòrfiques i ultramàfiques del mantell de la Terra. Aquesta alteració és particularment important en el llit marí en les fronteres de les plaques tectòniques.

## Reaccions de serpentinita
La serpentinita es forma a partir de l'olivina via diverses reaccions. Són reaccions molt exotèrmiques.

## Producció abiòtica de metà a Mart per serpentinització
La presència de traces de metà en l'atmosfera de Mart ha originat la possible evidència de vida a Mart si el metà fos produït per activitat bacteriana. S'ha proposat la serpentinització com a font no biològica de les traces de metà observades.

## Impacte en l'agricultura
Els sòls amb una roca mare de serpentinita tendeixen a ser prims o ser absents. i altres nutrients principals per a les plantes, però hi abunden els elements tòxics per a les plantes com el crom i el níquel.

## Usos per la serpentinita
- Pedra decorativa en arquitectura.[4]
- Eines per a esculpir especialment entre els inuits
- Pedra de forn a Suïssa. Una varietat d'esquist amb clorita i talc associada amb serpentinita alpina es troba a la Val d'Anniviers, Suïssa i es feia servir de pedra de forn en la construcció de forns de pedra.[5]
- Escut de neutrons en reactors nuclears. La serpentinita controla l'escapada dels neutrons en certs reactors nuclears.[6]
- També es pot afegir a ciments especials en reactors nuclears.[7][8]

- A l'estat de Califòrnia la serpentinita és la roca oficial estatal.[9]